# Csákvári Önkéntes Tűzoltó Egyesület
Csákvár város Székesfehérvár Megyei Jogú Város Hivatásos Önkormányzati Tűzoltóságának az elsődleges működési körzetébe tartozik, a csákvári tűzoltók a székesfehérvári hivatásos tűzoltók munkáját segítik.

## Az Egyesület története
A dualizmus korában Magyarországon gomba módjára szaporodtak a társadalmi szervezetek. Csákváron is több egyesület, polgári kör jött létre ebben az időszakban, köztük az Önkéntes Tűzoltótestület 1878-ban. Az Egyesület első főparancsnoka gróf Esterházy Miklós Móric volt, és a tiszteletbeli tagjai között volt József főherceg és gróf Széchenyi Ödön is. Az Egyesület, akár csak a település, sokat köszönhet az Esterházy családnak, hiszen ők építtették a tűzoltó tornyot szertárral és szolgálati lakással, illetve ők szerezték be az első kézi hajtású tűzoltókocsit. A második tűzoltókocsit pedig a gróf megrendelésére készítette a Budapesti Szivattyúgyár. 1903-ban az Egyesület 25 éves fennállása alkalmából kiadtak egy kötetet, amely a csákvári tűzoltóság történetét mutatta be. Az I. világháború és a Tanácsköztársaság után újjászerveződtek a korábban alakult polgári körök, egyesületek. Goldschmidt József volt az, aki újraszervezte a Csákvári ÖTE-t. A kor szelleméhez hűen az Egyesületet is áthatotta az összetartozás tudata. Ez a bajtársiasság a külsőségekben is megmutatkozott. 1928-ban megünnepelték a fél évszázados fennállást, ennek keretein belül az Egyesület saját felszentelt zászlót csináltatott. A két Világháború között fontos szerepet nyertek a címerek, a pecsétek, illetve az egyenruha viselése. A II. világháború után az Egyesület elköltözött a Kossuth Lajos utca végére. A település központjában található régi tűzoltó toronyból és szertárból Helytörténeti Múzeumot csináltak.

## A Csákvári ÖTE napjainkban
Az Egyesület jelenlegi elnöke Szabó Mihály (Németi László tűzoltó századost váltotta), a parancsnoka Szabácsik Tibor (a korábbi parancsnok Géber Lajos ny. tűzoltó főtörzsőrmester, a Fejér Megyei Tűzoltó Szövetség alelnöke). Az Egyesület életében fontos szerepet kap az utánpótlás nevelése. Az évenként megrendezésre kerülő Bicske-Mór kistérségi tűzoltóversenyeken rendszeresen több korosztályú csapatot is indítanak, szép eredményekkel.